# Komenda Rejonu Uzupełnień Bochnia

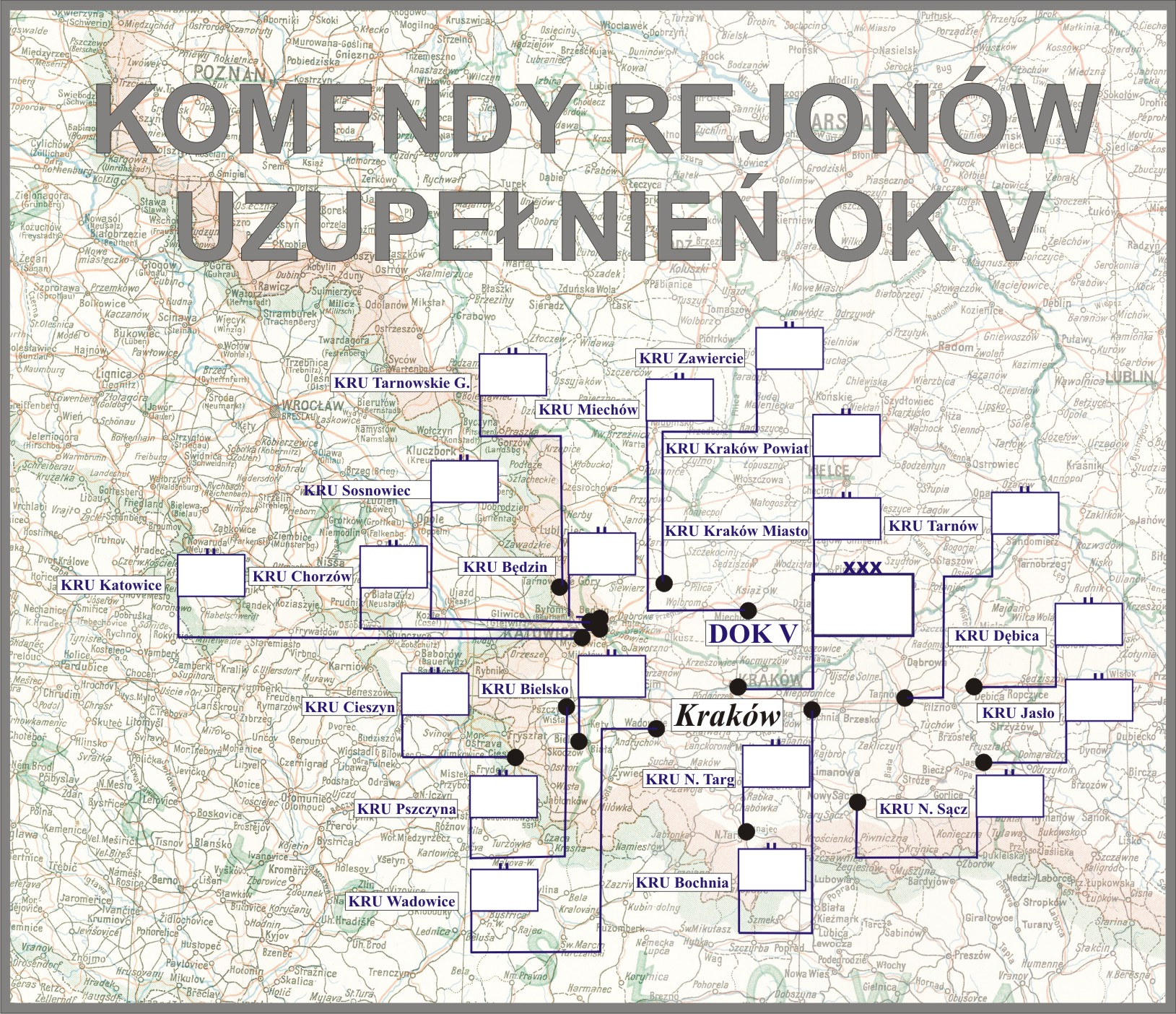
Komendy rejonów uzupełnień OK V

Komenda Rejonu Uzupełnień Bochnia (KRU Bochnia) – organ wojskowy właściwy w sprawach uzupełnień Sił Zbrojnych II Rzeczypospolitej i administracji rezerw w powierzonym mu rejonie.

## Historia komendy
Z dniem 1 października 1927 roku na terenie Okręgu Korpusu Nr V została utworzona Powiatowa Komenda Uzupełnień Bochnia obejmująca powiaty: bocheński i wielicki.
PKU Bochnia funkcjonowała na podstawie ustawy z dnia 23 maja 1924 roku o powszechnym obowiązku służby wojskowej oraz rozporządzeń wykonawczych do tejże ustawy, a także „Tymczasowej instrukcji służbowej dla PKU”, wprowadzonej do użytku rozkazem MSWojsk. Dep. Piech. L. 100/26 Pob.
Zadania i organizacja PKU określone zostały w wydanej 27 maja 1925 roku instrukcji organizacyjnej służby poborowej na stopie pokojowej. W skład PKU Bochnia wchodziły dwa referaty: I) referat administracji rezerw i II) referat poborowy.
W marcu 1930 roku PKU Bochnia nadal podlegała Dowództwu Okręgu Korpusu Nr V w Krakowie i obejmowała swoją właściwością powiaty: bocheński i brzeski. W grudniu tego roku PKU posiadała skład osobowy typ III.
31 lipca 1931 roku gen. dyw. Kazimierz Fabrycy, w zastępstwie ministra spraw wojskowych, rozkazem B. Og. Org. 4031 Org. wprowadził zmiany w organizacji służby poborowej na stopie pokojowej. Zmiany te polegały między innymi na zamianie stanowisk oficerów administracji w PKU na stanowiska oficerów broni (piechoty) oraz zmniejszeniu składu osobowego PKU typ I–IV o jednego oficera i zwiększeniu o jednego urzędnika II kategorii. Liczba szeregowych zawodowych i niezawodowych oraz urzędników III kategorii i niższych funkcjonariuszy pozostała bez zmian.
11 listopada 1931 roku ogłoszono nadanie Krzyża Niepodległości sierż. Feliksowi Wężranowskiemu z PKU Bochnia.
1 lipca 1938 roku weszła w życie nowa organizacja służby uzupełnień, zgodnie z którą dotychczasowa PKU Bochnia została przemianowana na Komendę Rejonu Uzupełnień Bochnia przy czym nazwa ta zaczęła obowiązywać 1 września 1938 roku, z chwilą wejścia w życie ustawy z dnia 9 kwietnia 1938 roku o powszechnym obowiązku wojskowym. Obok wspomnianej ustawy i rozporządzeń wykonawczych do niej, działalność KRU Bochnia normowały przepisy służbowe MSWojsk. D.D.O. L. 500/Org. Tjn. Organizacja służby uzupełnień na stopie pokojowej z 13 czerwca 1938 roku. Zgodnie z tymi przepisami komenda rejonu uzupełnień była organem wykonawczym służby uzupełnień .
Komendant rejonu uzupełnień w sprawach dotyczących uzupełnień Sił Zbrojnych i administracji rezerw podlegał bezpośrednio dowódcy Okręgu Korpusu Nr V, który był okręgowym organem kierowniczym służby uzupełnień. Rejon uzupełnień nie uległ zmianie i nadal obejmował powiaty: bocheński i brzeski.

## Obsada personalna
Poniżej przedstawiono wykaz oficerów zajmujących stanowisko komendanta Powiatowej Komendy Uzupełnień i komendanta rejonu uzupełnień oraz wykaz osób funkcyjnych pełniących służbę w PKU i KRU Bochnia, z uwzględnieniem najważniejszej zmiany organizacyjnej przeprowadzonej w 1938 roku.
| Komendanci                                        | Komendanci              | Komendanci                       |
| ------------------------------------------------- | ----------------------- | -------------------------------- |
| Stopień, imię i nazwisko                          | Okres pełnienia funkcji | Kolejne stanowisko (dalsze losy) |
| mjr / ppłk piech. Jan Henryk Służewski            | VII 1927 – 31 III 1928  | stan spoczynku                   |
| ppłk piech. Antoni II Kwiatkowski                 | XI 1928 – III 1929      | dyspozycja dowódcy OK V          |
| mjr kontr. adm. Julian Tomasz Karaś               | p.o. III – VIII 1929    | dyspozycja dowódcy OK V          |
| mjr piech. Kazimierz Marian Władysław I Czyżewski | IX 1930 – 1939          | †1940 Katyń                      |

| Obsada pozostałych stanowisk funkcyjnych PKU w latach 1927–1938 | Obsada pozostałych stanowisk funkcyjnych PKU w latach 1927–1938 | Obsada pozostałych stanowisk funkcyjnych PKU w latach 1927–1938 | Obsada pozostałych stanowisk funkcyjnych PKU w latach 1927–1938 |
| --------------------------------------------------------------- | --------------------------------------------------------------- | --------------------------------------------------------------- | --------------------------------------------------------------- |
| kierownik I referatu administracji rezerw i zastępca komendanta | mjr kontr. adm. Julian Tomasz Karaś                             | VII 1927 – III 1929                                             | p.o. komendanta PKU                                             |
| kierownik I referatu administracji rezerw i zastępca komendanta | mjr art. Kazimierz Sylwester Michler                            | p.o. III – XII 1929                                             | p.o. komendanta PKU Święciany                                   |
| kierownik I referatu administracji rezerw i zastępca komendanta | mjr piech. Kazimierz Marian Władysław I Czyżewski               | XII 1929 – IX 1930                                              | komendant PKU                                                   |
| kierownik I referatu administracji rezerw i zastępca komendanta | kpt. piech. Karol Franciszek Glazur                             | IX 1930 – VI 1938                                               | kierownik I referatu KRU                                        |
| kierownik II referatu poborowego                                | por. kanc. Alfred Jan Gebel                                     | do XII 1929                                                     | dyspozycja dowódcy OK V                                         |
| kierownik II referatu poborowego                                | por. piech. Jan II Kawecki                                      | p.o. XII 1929 – III 1931                                        |                                                                 |
| kierownik II referatu poborowego                                | por. kanc. / int. Julian Kania                                  | III 1931 – 31 VIII 1934                                         | stan spoczynku                                                  |
| kierownik II referatu poborowego                                | kpt. piech. Jan Grochot                                         | VI 1934, był w VI 1935                                          |                                                                 |
| referent                                                        | por. adm. więz. Józef Podoba                                    | do IV 1928                                                      | zastępca komendanta WWŚl. Nr 7                                  |
| referent                                                        | kpt. piech. Franciszek Glazur                                   | VI – IX 1930                                                    | kierownik I referatu                                            |
| Obsada pozostałych stanowisk funkcyjnych KRU w latach 1938–1939 |                                                                 |                                                                 |                                                                 |
| kierownik I referatu ewidencji                                  | kpt. adm. (piech.) Karol Franciszek Glazur                      | 1938 – 1939                                                     | †1940 Katyń                                                     |
| kierownik II referatu uzupełnień                                | kpt. adm. (piech.) Adolf Ulrych                                 | był w III 1939                                                  | †1940 Charków                                                   |